# 中山庸介
中山 庸介（なかやま ようすけ、1979年2月2日 - ）は、NHKのアナウンサー。

## 人物
東京都葛飾区出身。東京都立墨田川高等学校を経て、東京外国語大学外国語学部を卒業後、2003年（平成15年）4月に入局。

## 嗜好・挿話
- 初任地の沖縄放送局で5年間、静岡放送局で4年間、東京アナウンス室で5年半、福岡放送局で3年3か月を経て、現在静岡放送局に所属。
- 2012年（平成24年）7月、東京アナウンス室では5年半、主に全国ニュース、国会中継や地震、大雨の災害など緊急報道番組のキャスターのほか、ドキュメンタリー番組のナレーションとして活躍した。
- 2018年（平成30年）4月の福岡放送局へ異動後、報道をメインに多くの番組で活躍している。また、福岡県・九州沖縄地方での豪雨、台風などの災害発生時、全国のニュース（緊急時）の中で福岡県・九州沖縄地方の放送局（北九州放送局除く）につなぎながら被災状況などを伝えている。
- 魚釣りが好きである[3]。
- 料理が得意[4]。
- 学生時代から、南アジアの言語、ウルドゥー語、ヒンディー語、ネパール語を習っている[4]。
- ジョギングも趣味で、2019年11月の「福岡マラソン」、2020年1月の「いぶすき菜の花マラソン」を無事完走している[5][6]。
- 2018年4月から福岡放送局に異動後、静岡放送局勤務時代の夕方地域報道番組『NHKニュース たっぷり静岡』以来7年ぶり、『ロクいち!福岡』[7][8] のキャスターを3年間務めた。
- 2020年（令和2年）12月12日、福岡放送局開局90周年記念番組『みんなが出るテレビ!生放送SP』の司会を務め、当番組で師と仰ぐ山下信アナウンサーと再会した[9][10]。
- 2021年（令和3年）4月から九州沖縄地方報道担当デスクとして同地方の放送局に所属している若手アナウンサーへの育成に力を注ぐことになっていた[11]が、その3か月後に静岡に異動となった。
- 2021年7月に静岡放送局に再異動、静岡局ではアナウンスグループの副部長として後進の指導・育成、番組の編集責任者を務める。また異動翌日に熱海市土石流災害に遭遇する[12]。

## 過去の担当番組

### 沖縄放送局時代（2003年度 - 2008年度）
- 沖縄のニュース・中継・リポート）
- 沖縄熱中倶楽部（出演回は番組の項を参照）
- 沖縄全戦没者追悼式中継（司会、リポーターなど。2008年までの6月23日）
- NHKアナウンサーによる朗読シアター（沖縄局）

### 静岡放送局時代（1度目）（2008年度 - 2012年7月）
- 静岡のニュース・中継・リポート
- 第24回国民文化祭・はばたく静岡国文祭開会式総合司会（2009年10月24日）
- たっぷり静岡（キャスター：2009年3月30日 - 2011年3月10日）[13]
- 2011年3月の東北地方太平洋沖地震では、盛岡放送局に応援で派遣され、災害情報を中心にローカルニュースを担当した。

### 東京アナウンス室時代（2012年8月 - 2017年度）
- すべて見せます スカイツリーの魅力完全生中継
- NHKニュースおはよう日本（リポーター：2012年8月 - 2014年3月）
- 土曜・日曜・祝日午前5時、6時台、夜、深夜の定時ニュース（不定期）
  - 早朝担当の場合、NHKニュースおはよう日本のニュースリーダーも担当。
- Nスペ5min. ナレーション
  - 調査報告 日本の インフラ が危ない（2013年8月3日）
  - 生命大躍進 第2集 こうして“母の愛”が生まれた（2015年6月6日）
- 週刊ニュース深読み（高井正智の代理キャスター）（2013年10月19日）
- NHKニュースおはよう日本（キャスター：4:30 - 6:25）（祝日を除く月曜日 - 金曜日）（2014年4月 - 2015年3月）[14]
- 大阪都構想住民投票（選挙速報）サブキャスター（2015年5月17日 - 18日）
- NHKニュース7（サブキャスター：土曜・日曜・祝日）（2015年4月4日 - 2016年4月3日）
  - ニュース・気象情報（午後8時45分）2015年4月4日 - 2016年4月3日
    - ニュース845キャスターも兼務。
- ザ・プレミアム「風神雷神図を描いた男　天才絵師・俵屋宗達の正体」（2015年10月31日）
- 国会中継（随時）メイン実況担当（2016年度）
- ニュース・気象情報（土曜 22時50分）（2016年4月9日 - 2017年4月1日）
- 第24回参議院選挙開票速報 深夜帯担当 （2016年7月10日 - 11日）
- BS1スペシャル「戦艦武蔵の最期～映像解析・知られざる“真実”～」（2017年1月21日）
- NHKスペシャル「仮設6年は問いかける」（2017年3月11日）
- 特設ニュース「北朝鮮・長距離弾道ミサイル発射」（2017年7月29日）
- ドキュメンタリー「江戸のリアルウーマン～歌麿が描いた女たちの物語～」（2017年10月3日）
- 第48回衆議院議員総選挙開票速報 深夜帯担当（2017年10月22日 - 23日）
- ニュースウオッチ9（ニュースリーダー：2017年4月3日 - 2018年3月23日）
- ニュース・気象情報（不定期）
- NHKニュース（ニュース シブ5時を放送しない日の午後5時台・祝日の午後11時50分）
- 首都圏ニュース（祝日キャスター：2017年5月3日 - 2018年3月21日）
- 新日本風土記（語り：2014年4月 - ）
- もういちど、日本（語り：2014年4月 - ）

### 福岡放送局時代（2018年度 - 2021年6月）
- ロクいち!福岡（キャスター：2018年4月2日 - 2021年3月26日、5月13日 - 14日・一橋忠之の代理キャスター）
- 博多祇園山笠2018（2018年7月15日）司会
- 食いち!スペシャル（2018年度・九州沖縄地域）司会
- 2019年福岡県知事選挙、2019年福岡県議会議員選挙、2019年福岡市議会議員選挙開票速報（2019年4月7日・福岡県域）キャスター
- 第25回参議院議員選挙福岡選挙区開票速報（2019年7月21日）福岡県域担当キャスター（ローカル）[15]
- 福岡放送局開局90周年記念番組「みんなが出るテレビ!生放送SP」（2020年12月12日・福岡県域）司会
- 2021年福岡県知事選挙開票速報（2021年4月11日・福岡県域）キャスター
- 福岡・九州沖縄のニュース
- ニュース845福岡（不定期）
- 緊急報道（福岡県・九州沖縄地方発）

### 静岡放送局時代（2度目）（2021年7月 - 2024年7月）
- さらさらサラダ静岡（編集責任者）
- NHKニュース たっぷり静岡（編集責任者、代理キャスター・2022年7月11日、2024年4月30日 - 5月2日）
- 放送部副部長→コンテンツセンターアナウンスグループ統括
- 番組統括
- ひるしず（編集責任者）
- 静岡放送局制作の番組の編集責任
- 緊急報道（静岡放送局発）
- 静岡県内のニュース
- おはよう静岡（不定期）
- ニュースしずおか645（不定期）
- ニュースしずおか845（不定期）